# 圣犹达儿童研究医院
圣犹达儿童研究医院（St. Jude Children's Research Hospital）是一所位于美国田纳西州孟菲斯的医疗、研究机构，主要治疗、研究儿童重大疾病（特别是白血病和其他癌症）。它由丹尼·托马斯创办于1962年，现在是一家501(c)(3)慈善机构，医院治疗全部免费。该医院接受的病人一般在21岁及以下，一些特殊情况下会放宽到25岁。